# Turecké sedlo

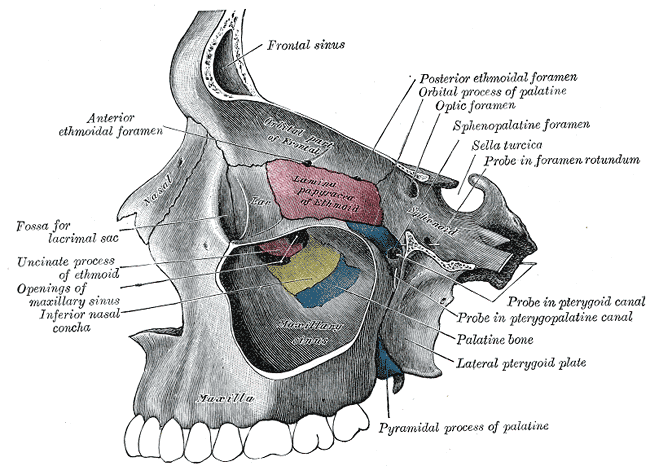
Poloha tureckého sedla vyznačena popiskem sella turcica

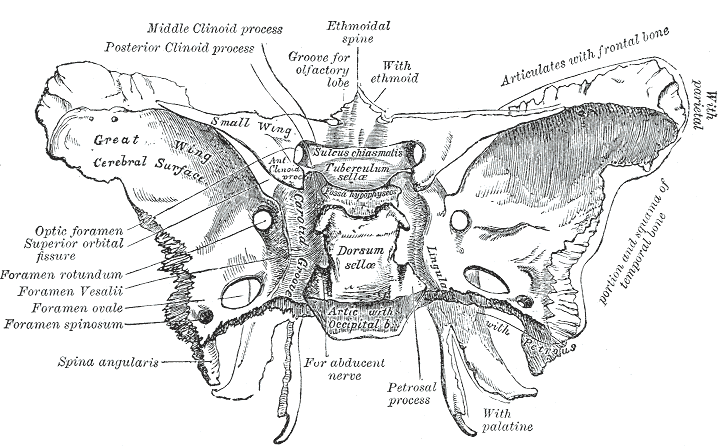
Pohled na klínovou kost seshora: dno tureckého sedla označuje nápis fossa hypophyseos

Turecké sedlo (latinsky sella turcica) je prohlubeň v klínové kosti lidské lebky. Své jméno získala díky tomu, že svým tvarem připomíná jezdecké sedlo. Je v něm uložena hypofýza.